# Не займайте Зохана
«Не займайте Зо́хана» (англ. You Don't Mess with the Zohan) — американський комедійний фільм 2008 із Адамом Сендлером у головній ролі. У США прем'єра фільму відбулася 6 червня 2009 року, в Україні — 19 червня 2009 року.
Зохан — агент Моссаду, який одного разу вирішує здійснити свою мрію — стати перукарем. Зохан розігрує власну смерть і переїздить до Нью-Йорка освоювати улюблене ремесло. Його навички стають у пригоді і в перукарстві, але скоро Зохан розуміє, що з його минулим ще не покінчено.

## Сюжет
Зохан Двір — ізраїльський спецпризначенець, у якого триває відпустка. Проте він не відмовляється скористатися своїми силою та спритністю і для розваг, щоб похизуватися перед жінками та просто швидко сервірувати стіл. Зохана прямо з пляжу забирають на вертольоті, щоб ліквідувати арабського терориста Фантома, якого Зохан раніше вже ловив. Але терориста обміняли на двох ізраїльських шпигунів і він знову взявся за старе. Зохан розуміє, що Фантом тільки для того й потрібен, аби міняти його на інших людей. Тому він інсценує власну смерть, вдавши, що після затяжного бою програв Фантому.
Насправді ж Зохан відлітає до Нью-Йорка, сховавшись у ящику. Там він робить нову стрижку й вигадує собі нове ім'я — Шкрапі Коко. За вигаданою біографією, він народився в Австралії, а відомий близькосхідний акцент — від батьків, які родом з Тибету. Зохан мріє влаштуватися на роботу перукарем, але йому відмовляють. Невдовзі Зохан стає свідком автомобільної аварії за участю юнака Майкла. Той не має страховки, але Зохан рятує Майкла від суду, за що його мати Гейл дозволяє поселитися в їхній квартирі.
Вирушивши разом із Майклом у нічний клуб, щоб навчити його спокушати дівчат, Зохан знайомиться з Оорі — євреєм, який працює в магазині електроніки. Той одразу впізнає спецпризначенця, тож Зохан переконує його не розповідати свою таємницю. Після невдалих спроб влаштуватися в різні перукарні, Зохан повертається в єврейський квартал, де знову зустрічається з Оорі і просить його влаштувати на якийсь час у магазин. Оорі невдоволений своєю роботою, тому радить влаштуватися в салон краси «Рафаелло» на протилежному боці вулиці, де живуть ненависні Зохану палестинські імігранти. Зохан погоджується, коли бачить по телевізору рекламу за участю Фантома, котрий рекламує фільм «Смерть Зохана». Адже мрія його ворога про мирне життя збулася, а його власна — ні.
Господиня салону, палестинка Даля, пропонує йому лише роботу прибиральника. Але вже за кілька днів звільняється місце перукарки, і Зохан займає її місце. Клієнти перукарні, в основному літні жінки, в захваті від спритності Зохана, та навіть бажають зайнятися з ним сексом прямо в коморі перукарні. Приплив клієнток дедалі збільшується, а Зохан закохується в Далію. Згодом таксист-палестинець Салім упізнає Зохана і повідомляє про це Фантому. Той негайно прямує до Нью-Йорка розправитися зі своїм одвічним ворогом.
Салім із друзями намагаються самі схопити Зохана, для чого вони використовують саморобну «бомбу», у вітрину перукарні. «Бомба» не спрацьовує, що злочинці не розібралися зі складом вибухівки, але Зохан розуміє, що його викрито. Він зізнається друзям про свою колишню професію. Далія, дізнавшись правду, каже, що вони не можуть бути разом, але не пояснює чому.
Тим часом місцева будівельна компанія містера Волбріджа вирішила знести арабо-єврейський квартал і побудувати на його місці величезний готель із парком розваг. Для цього Волбрідж постійно підвищує орендну платню, сподіваючись, що араби з євреями продадуть приміщення за безцінь. Коли це не вдається, він підбурює американців до расизму, щоб влаштувати погром єврейських крамниць. Зохан приєднується до місцевих євреїв, аби відстояти їхнє право працювати. Фантом, який виявляється братом Далії, примирюється із Зоханом, щоб разом дати відсіч расистам.
На місці кварталу будують торговий центр, але віддають євреям і арабам. Зохан одружується із Далією і стає знаменитим перукарем.

## У ролях
- Адам Сендлер — Зохан Двір/Шкрапі Коко
- Еммануель Шрікі — Даля Гакбарах
- Джон Туртурро — Фатуш «Фантом» Гакбарах
- Роб Шнайдер — Салім, таксист
- Нік Свардсон — Майкл
- Лейні Казан — Гаїл
- Ідо Моссері — Оорі
- Майкл Баффер — Грант

### Камео
- Кевін Джеймс
- Джордж Такеї
- Кріс Рок
- Мерая Кері
- Джон Макінрой

## Український дубляж
Фільм дубльовано компанією «Невафільм Україна» у 2008 році.
- Автор синхронного тексту: Олекса Негребецький
- Режисер дубляжу: Олекса Негребецький
- Звукорежисер: Олексій Загарін
- Координатор проєкту: Лариса Шаталова

Ролі дублювали: Юрій Ребрик, Катерина Сергеєва, Микола Боклан, Юрій Гребельник, Ярослав Гуревич, Дмитро Чернов, Іван Розін, Ніна Касторф, Дмитро Завадський, Людмила Ардельян, Валерій Легін, Олена Бліннікова, Володимир Терещук, Денис Толяренко та інші.

## Оцінки й відгуки
На Rotten Tomatoes фільм зібрав 37 % позитивних відгуків від критиків і 45 % від пересічних глядачів. На Metacritic середня оцінка складає 54/100.
Згідно з Джоанною Робледо з Common Sense Media, «Не займайте Зохана» — класичний фільм Адама Сендлера: грубий, неполітичний і пронизаний сексуальними жартами, лайкою та відвертою оголеністю. Саме з цих причин він ймовірно привабливий для підлітків. Фільм часто балансує на межі між смішним і відверто образливим задля клішованої моралі, що любов (але швидше особисті цілі) долає все.
Крістофер Орр у The Atlantic писав, що в фільмі бувають моменти вдалої політичної сатири, але він часто відволікається на що-небудь інше, а Адам Сендлер більш розслаблений, ніж у інших своїх ролях. Очевидно, зразком для Зохана послугував комедійний спецагент Остін Паверс, але Паверс — це чіткий персонаж, тоді як Зохан намагається бути і пляжним гіпі, і мачо, і вправним командос чи танцюристом.
Ян Фрір для Empire зазначив, що «для кожного дурниці є рівна кількість натхненного божевілля». Сам Зохан є привабливим персонажем, чого не можна сказати про сюжет. Особливо про останній акт, коли ізраїльтяни та палестинці об'єднуються проти забудовника, який прагне заволодіти околицями, — він виглядає надуманим.